# 哈日诺尔苏木
哈日诺尔苏木，是中华人民共和国内蒙古自治区兴安盟科尔沁右翼中旗下辖的一个乡镇级行政单位。

## 行政区划
哈日诺尔苏木下辖以下地区：
乌塔其嘎查、巴彦高嘎查、海力森嘎查、图什业图嘎查、布里亚特嘎查、哲日格勒代嘎查、呼和楚鲁嘎查和德布特日达巴嘎查。